# Пашкино (Псковська область)
Пашкино (рос. Пашкино) — присілок в Опочецькому районі Псковської області Російської Федерації.
Населення становить 70 осіб. Входить до складу муніципального утворення Пригородна волость.

## Історія
Від 2015 року входить до складу муніципального утворення Пригородна волость.

## Населення
| 2001 | 2002 | 2010 | 2012 | 2013 | 2014 | 2015 |
| ---- | ---- | ---- | ---- | ---- | ---- | ---- |
| 130  | ↘79  | ↘66  | ↗74  | ↗77  | ↘75  | ↘71  |
| 2016 |      |      |      |      |      |      |
| ↘70  |      |      |      |      |      |      |